# Goran Ristić
Goran Ristić, slovenski nogometaš, * 25. februar 1978.
Ristić je nekdanji profesionalni nogometaš, ki je igral na položaju napadalca. V svoji karieri je igral za slovenske klube Muro, Šmartno ob Paki, Nafto Lendava, Zavrč, Muro 05, Kobilje in Čardo ter avstrijska Güssing in Neuhaus/Klausenbach. Skupno je v prvi slovenski ligi odigral 258 tekem in dosegel 29 golov. Bil je tudi član slovenske reprezentance do 18 in 21 let.